# Federico Gatti
Federico Gatti (* 24. Juni 1998 in Rivoli) ist ein italienischer Fußballspieler. Der Innenverteidiger steht seit Januar 2022 bei Juventus Turin unter Vertrag.

## Karriere

### In den Vereinsmannschaften
Nachdem Gatti bis 2005 bei der ASD Chieri gespielt hatte, war er den Großteil seiner Jugend für den FC Turin aktiv. Im Jahr 2012 wechselte er zur US Alessandria Calcio. Aus der dortigen Jugend wurde er mehrfach an unterklassige Vereine verliehen. Er kam allerdings sowohl für Pavarolo als auch für die ACSD Saluzzo zu Einsätzen in den Herrenmannschaften. 2018 schloss er sich der ASD Città di Verbania an, mit der er 2019 in die Serie D aufstieg. Während dieser Zeit arbeitete Gatti neben dem Fußball in den Amateurligen Promozione und Eccellenza als Bauhandwerker. Nach seinem Wechsel 2020 zu Aurora Pro Patria und einer Saison in der Serie C wechselte er 2021 zum Zweitligisten Frosinone Calcio. Nachdem er in der Hinrunde mit guten Leistungen auf sich aufmerksam gemacht hatte, wurde er von Juventus Turin verpflichtet. Die Saison 2021/22 spielte er leihweise bei Frosinone zu Ende.
Am 31. August 2022 debütierte Gatti bei dem 2:0-Sieg gegen Spezia Calcio in der italienischen Serie A. Am 13. April 2023 erzielte er im Hinspiel des Europa-League-Achtelfinales gegen Sporting Lissabon sein erstes Tor im Trikot von Juventus Turin.
Am 7. Oktober 2023, beim Derby della Mole gegen den FC Turin, erzielte Gatti sein erstes Tor in Serie A.

### In der Nationalmannschaft
Im Mai 2022 wurde Gatti, obwohl er zu diesem Zeitpunkt noch kein Spiel in der Serie A absolviert hatte, von Nationaltrainer Roberto Mancini zu einem Lehrgang der italienischen A-Nationalmannschaft berufen. Nach Ende des Lehrgangs verblieb er für die vier anstehenden Partien in der UEFA Nations League 2022/23 bei der Nationalmannschaft. Am 11. Juni 2022 debütierte er für die Azzurri im Spiel gegen England.

## Erfolge

### Vereine
- Aufstieg in die Serie D: 2018/19
- Italienischer Pokalsieger: 2023/24

### Individuelle Erfolge
- Bester Spieler der Serie B: 2022[5]